# Orthetrum boumiera
Orthetrum boumiera is een libellensoort uit de familie van de korenbouten (Libellulidae), onderorde echte libellen (Anisoptera).
De wetenschappelijke naam Orthetrum boumiera is voor het eerst geldig gepubliceerd in 1978 door Watson & Arthington.